# Гирла (Варезе)
Гирла је насеље у Италији у округу Варезе, региону Ломбардија.
Према процени из 2011. у насељу је живело 777 становника. Насеље се налази на надморској висини од 451 м.